# Henri Austruy
Henri Austruy, né le 5 juillet 1871 à Cuzorn et mort le 29 novembre 1944 à Paris, est un avocat, écrivain et journaliste français.

## Biographie
Fils de Jean-Émile Austruy, ingénieur, maître de forges et directeur de la Société des mines du Sud-Ouest, et de Marie-Émilie Pouzol, Henri Austruy entreprend des études de droit, puis est nommé avocat à la Cour d’appel de Paris. Il collabore à La Nouvelle Revue à partir de 1901, en devient le directeur en 1913, au moins jusqu'en 1940.
Vers 1903, il se lance dans l'écriture de comédies et fait quelques traductions. Dans la revue qu'il dirige, il publie entre autres de nombreux contes à caractère fantastique.
Il est l'auteur de deux romans singuliers. Le premier, L’Eupantophone, paru d'abord chez Flammarion en 1905, s'inscrit dans la veine du merveilleux scientifique, qui met en scène une machine destinée à lire des textes et des lunettes capables de rendre la vue aux non-voyants. Le second, L’Ère Petitpaon ou la paix universelle, paru en 1906 chez Louis Michaud, dans la veine satirique et fantaisiste, raconte comment un président de la République française, fou d'opéra, cherche à mettre fin à la guerre par le jeu, quand une pandémie met à mal ses projets.
En juillet 1913, il est nommé chevalier de la Légion d'honneur, sur les recommandations de Pierre-Barthélemy Gheusi.
À partir de 1930, il tient la chronique théâtrale dans Le Petit Provençal, jusqu'en 1936.
En juillet 1932, il est promu officier de la Légion d'honneur.
Il meurt le 29 novembre 1944 dans le 9e arrondissement de Paris.

## Écrits publiés
- L’Eupantophone, roman, Paris, Flammarion, 1905 ; rééd, éd. de La Nouvelle Revue, 1909 — illustré par Richard Barabandy.
- L’Ère Petitpaon, ou la Paix universelle, illustré par Alméry Lobel-Riche, Paris, Louis Michaud, 1906.
- La Pologne et la Silésie de Teschen, Paris, Éditions de La Nouvelle revue, 1919.
- Les XII rois de l'or, Paris, Éditions de La Nouvelle revue, 1928-1929.
- Le Souvenir, pièce en 3 actes, Paris, Éditions de La Nouvelle revue, 1930.